# خانه شریفی
خانه شریفی مربوط به دوره قاجار است و در شیراز، بافت قدیم، خیابان دستغیب، گذر سنگ سیاه، ابتدای بازارچه حاج زینل، بن‌بست محلاتی، پلاک ۷۵ واقع شده و این اثر در تاریخ ۳۰ بهمن ۱۳۸۶ با شمارهٔ ثبت ۲۰۸۳۷ به‌عنوان یکی از آثار ملی ایران به ثبت رسیده است.